# Vadim Kourtchevski
Vadim Vladimirovitch Kourtchevski (en russe : Вадим Владимирович Курчевский) est un cinéaste d'animation soviétique puis russe né le 14 avril 1928 à Kolomna et décédé le 15 août 1997 à Moscou,.

## Biographie
Sorti de l'institut des arts appliqués de Moscou en 1953, Vadim Kourtchevski commence à travailler à l'Institut du Jouet de Serguiev Possad. En 1957, il intègre l'équipe de Soyouzmoultfilm où il s'illustre comme directeur artistique de films de marionnettes. A ses débuts, il travaille sur plusieurs projets avec Nikolaï Serebriakov. Il signe son premier film d'animation en 1961, en adaptant, en collaboration avec Iosif Boïarski, le conte de Samouil Marchak Pro kozla. Il réalisera aussi une tendre histoire d'amitié Mon crocodile vert (1966), Le Maître de Clamecy (1972) adapté du Colas Breugnon de Romain Rolland et La Légende de Salieri inspiré par Mozart et Salieri (1986) d'Alexandre Pouchkine. Il est professeur à l'Institut national de la cinématographie, écrit les scénarios et travaille comme illustrateur. Son film Jeune Friedrich Engels, crée à partir de lettres et croquis de Friedrich Engels de 1838-1842, reçoit la Colombe d'or au Festival international du documentaire et du film d'animation de Leipzig et le Prix national de la République démocratique allemande en 1970. A la télévision, il anime pendant plus de vingt-cinq ans l'émission pour enfants Exposition Bouratino (Выставка Буратино).
Mort à Moscou, Vadim Kourtchevski est enterré au cimetière Danilovskoïe dans le district administratif sud de Moscou.

## Filmographie
- 1960 : Au sujet de la chèvre (ru) co-réalisé avec Iossif Iakovlevitch Boïarski (ru)
- 1964 : La Vie et les souffrances d'Ivan Semionov (russe : Жизнь и страдания Ивана Семёнова) co-réalisé avec Nikolaï Nikolaïevitch Serebriakov (ru)
- 1966 : Mon crocodile vert (Мой зеленый крокодил, Moy zeliony crocodil)
- 1967 : La légende de Grieg (ru)
- 1969 : Le Garçon d'or (dessin animé) (ru)
- 1970 : Jeune Friedrich Engels (Ein junger Mann namens Engels - Ein Porträt in Briefen)
- 1972 : Le Maître de Clamecy (Мастер из Кламси, Master iz Klamsi)
- 1977 : Le Mystère du grillon du foyer (Тайна запечного сверчка, Tayna zapetchnova svertchka)
- 1986 : La Légende de Salieri (Легенда о Сальери, Leguenda a Salieri)